# Grupa Polityczna „Robotnik”
Grupa Polityczna „Robotnik” – konspiracyjna organizacja opozycyjna o orientacji lewicowej, działająca od 1984 do 1987 w środowisku osób wydających gazetę „Robotnik”. Pismo członków Międzyzakładowego Robotniczego Komitetu „Solidarności”. Na bazie grupy powstała Polska Partia Socjalistyczna.

## Historia
Grupa powstała w 1984. Tworzyli ją m.in. Piotr Ikonowicz, Krzysztof Markuszewski, Grzegorz Ilka, Andrzej Sieradzki, Cezary Miżejewski, Tomasz Truskawa, Iwona Różewicz, Joachim Biernacki, Danuta Baumgarten, Małgorzata Motylińska, Jerzy Kolarzowski.
Grupa Polityczna „Robotnik” do stycznia 1986 ściśle współpracowała z Grupami Politycznymi „Wola”, składającymi się z działaczy warszawskiego Międzyzakładowego Komitetu Koordynacyjnego i współpracowników pisma „Wola”. Wspólną inicjatywą grup politycznych „Wola” i „Robotnik” był miesięcznik „Naprzód”. Jesienią 1985 została przygotowana Deklaracja Grupy Politycznej „Robotnik”, która okazała się zbyt lewicowa dla działaczy Grup Politycznych „Wola”, co zakończyło współpracę obu środowisk.
Grupa była autorem szeregu oświadczeń w bieżących sprawach politycznych. W kwietniu 1986 opublikowano m.in. oświadczenie krytykujące metody działania Stanów Zjednoczonych realizujących walkę z terroryzmem poprzez bombardowanie celów cywilnych w Libii.
W październiku 1987 członkowie Grupy Politycznej „Robotnik” byli inicjatorami odrodzenia Polskiej Partii Socjalistycznej. Po jej powstaniu w listopadzie 1987 grupa przestała funkcjonować.

## Deklaracja Grupy politycznej Robotnik
19 stycznia 1986 grupa opublikowała swoją deklarację polityczną w brzmieniu:
- 1. Celem Grupy Politycznej „Robotnik” jest działanie na rzecz rewolucji społecznej. Nie chcemy aby polegała ona na wymianie elit, nie uważamy również, by miało do niej dojść w wyniku walki klas. Chodzi nam bowiem o taką przebudowę ustroju, która uwolni naturalną grę interesów i artykulacje między grupami społecznymi.
- 2. Nie wysuwamy żadnej konkretnej wizji ustrojowej przyszłego państwa, gdyż na skutek rewolucji ukształtuje się na zasadzie wolnej gry interesów.
- 3. Grupa Polityczna „Robotnik” reprezentuje wyłącznie interesy swoich członków. Nie mamy mandatów do reprezentowania społeczeństwa, narodu czy jakichkolwiek grup społecznych.
- 4. Będziemy bronić interesów milczącej większości, pomimo parcia z jej strony.
- 5. Występujemy przeciw sposobowi myślenia, który nakazuje odłożenie działania do czasu rewolucji społecznej.
- 6. Grupa odcina się od koncepcji porozumienia narodowego, gdyż zakłada ona totalistyczną wizję społeczeństwa o jednolitym interesie.
- 7. Zespół wartości, których będziemy bronić i bronimy już dziś, określamy mianem socjalizmu demokratycznego. Naszym programem minimum jest demokracja parlamentarna i zdecentralizowane społeczeństwo opiekuńcze[2].